# Monolepta rubra
Monolepta rubra es una especie de insecto coleóptero de la familia Chrysomelidae.
Fue descrita científicamente en 1808 por Gyllenhaal.